# Drame à Moscou
Pour plus de détails, voir Fiche technique et Distribution.
Drame à Moscou (Драма в Москве, Drama v Moskve) est un court métrage russe réalisé par Vassili Gontcharov, sorti en 1909.

## Synopsis
Le film raconte l'histoire d'une actrice qui reçoit un télégraphe qui lui apprend qu'elle peut recevoir cent mille roubles parce qu'elle a gagné le concours. Ensuite, elle se promène dans Moscou avec un admirateur et se rend dans divers restaurants. Alors qu'elle se promène dans un parc, un fan tente d'embrasser l'actrice, mais elle ne le laisse pas faire, ce qui amène le fan à lui tirer dessus, puis à s'enfoncer dans le corps de l'actrice.

## Casting
- Piotr Tchardynine : le fan
- Aleksandra Goncharova : l'acrtrice